# Koran-Kaiserfisch
Der Koran-Kaiserfisch (Pomacanthus semicirculatus) ist eine Art der Gattung Pomacanthus aus der Familie der Kaiserfische (Pomacanthidae). 

## Erscheinungsbild
Koran-Kaiserfische werden bis zu 40 Zentimeter lang. Ihre Körpergrundfarbe ist grünbraun. Blaue Streifen und Punkte bedecken den ganzen Körper. 
Junge Koran-Kaiserfische sind dunkelblau mit hellblauen und weißen Streifen am Körper.

## Verbreitung
Koran-Kaiserfische leben im Roten Meer, im Indischen Ozean  von der Küste Süd- und Ostafrikas und im westlichen Pazifik bis nach Okinawa und zu den Neu-Kaledonien.  Sie kommen meist in Tiefen von weniger als 25 Metern vor. Dabei bevorzugen sie korallenreiche Regionen mit vielen Versteckmöglichkeiten. 

## Verhalten
Koran-Kaiserfische leben paarweise. Sie sind sehr scheu. Ihre Reviere sind sehr groß, 1000 m² und mehr.

## Ernährung
Ringkaiserfische  ernähren sich von Schwämmen, anderen bodenbewohnenden Wirbellosen und gelegentlich von Algen. 

## Aquarienhaltung
Koran-Kaiserfische werden gelegentlich für Haltung in Meerwasseraquarien importiert. Verantwortliche Liebhaber sollten vom Kauf absehen, da man Tieren dieser Größe keinen angemessenen Lebensraum bieten kann. 